# Claude Castonguay
Pour les articles homonymes, voir Castonguay.
Claude Castonguay, né le 8 mai 1929 à Québec et mort le 12 décembre 2020 à Montréal, est un actuaire québécois, fellow de la Société des actuaires et fellow de l'Institut canadien des actuaires. Personnalité politique (3 ans comme ministre québécois et 2 ans comme sénateur canadien), il est surnommé le « père de l'assurance maladie », ainsi que le père du Code des professions du Québec.

## Biographie
Claude Castonguay naît le 8 mai 1929 à Québec. Il fait des études en sciences à l'Université Laval et en actuariat à l'Université du Manitoba. Il exerce les métiers de chargé de cours à l'Université Laval et d'actuaire.
En 1966, en pleine Révolution tranquille, le gouvernement de Daniel Johnson donne à Castonguay le mandat de présider la Commission d'enquête Castonguay-Nepveu, dont le but est de produire un rapport sur la situation des soins de santé et les services sociaux, qui à l'époque étaient sous le contrôle du clergé. Dans le rapport qu'il rédige en collaboration avec Gérard Nepveu, il recommande l'instauration d'une nouvelle politique d'assurance-maladie, un nouveau réseau de santé ainsi qu'un nouveau réseau de cliniques de services sociaux (aujourd'hui connus sous le nom de CLSC). Le but était de fournir un meilleur accès aux soins de santé et aux soins psychologiques à la population québécoise. Des changements importants sont adoptés à la suite du rapport.
Il est élu député du Parti libéral du Québec dans la circonscription de Louis-Hébert lors de l'élection générale de 1970, pour ensuite être nommé ministre de la Santé et ministre de la Famille et du Bien-être social au sein du premier gouvernement de Robert Bourassa. En tant que ministre de la Santé, il est à l'origine de la carte d'assurance maladie au Québec; l'adressographe avec lequel on utilise la carte sera d'ailleurs surnommée « castonguette » pendant de nombreuses années ,. Il occupe ces fonctions du 12 mai 1970 au 22 décembre 1970. Il est ensuite ministre des Affaires sociales du 22 décembre 1970 au 13 novembre 1973.
Après trois ans au sein du gouvernement, il choisit de ne pas se présenter aux élections générales de 1973. Par la suite, il occupe divers sièges de responsabilité au sein d'institutions publiques québécoises, de fondations et de grandes entreprises québécoises, tel le groupe Laurentienne.
Le 23 septembre 1990, Castonguay est nommé au Sénat du Canada par le Premier ministre Brian Mulroney, où il siège sous la bannière du Parti progressiste-conservateur du Canada, mais il démissionne le 9 décembre 1992.
En 2006, il propose au gouvernement du Québec l'adoption d'un ticket modérateur, qui limiterait la fréquence des visites chez le médecin. Il affirme que le Québec n'a plus les moyens de s'offrir le système de soins de santé universel qu'il a contribué à mettre en place.
Claude Castonguay est souvent qualifié de « père de l'assurance maladie ». Cette affirmation a été contestée en 2006 par Lucie Dagenais, qui a siégé à la fin des années 1960 sur le conseil de la Régie de l'assurance maladie du Québec. Dagenais affirme que le Parti libéral du Québec n'a fait que reprendre en 1970 un projet de loi antérieur.
En février 2008, il publie un rapport qui recommande la collaboration du secteur public et du secteur privé dans le domaine de la santé pour réduire la pression financière sur le modèle de gestion de santé publique. Le comité Castonguay reconnaît dans la préface de son rapport qu'il a reçu un mandat de la ministre des Finances, Monique Jérôme-Forget, de rendre le secteur de la santé conforme aux nouvelles règles de libéralisation des échanges commerciaux. Les conclusions du rapport suscitent un tollé de la part d'une majorité de la population québécoise et des associations de défense du droit aux soins de santé, y voyant une apologie d'une privatisation « à l'américaine » du secteur de la santé. Les principaux points du rapport ont également été rejetés par le ministre québécois de la santé de l'époque, Philippe Couillard.
Claude Castonguay meurt à Montréal le 12 décembre 2020,.
Selon l'ancien premier ministre du Québec Lucien Bouchard, Castonguay « n'était pas un politicien traditionnel et n'avait rien de partisan. Il a toujours été intéressé par la vie publique [...] et avait une grande curiosité intellectuelle ».

## Œuvres
- 1976 : L'Avenir de l'autogestion des professions
- 2005 : Les Mémoires d'un révolutionnaire tranquille, Boréal  (ISBN 978-2-7646-0423-6)
- 2012  : Santé, l'heure des choix, Boréal, 208 p.  (ISBN 978-2-7646-2203-2)

Le fonds d’archives Claude Castonguay est conservé au centre d’archives de Québec de la Bibliothèque et Archives nationales du Québec.

## Honneurs
- 1974 : Compagnon de l'Ordre du Canada[10]
- 1983 : Médaille Gloire de l'Escolle
- 1990 : Grands Montréalais[10]
- 1991 : Officier de l'Ordre national du Québec[10]
- 2000 : Académie des Grands Québécois[10]
- Il détient dix doctorats honorifiques[10]